# Chimonanthus grammatus
Chimonanthus grammatus M.C.Liu – gatunek rośliny z rodziny kielichowcowatych (Calycanthaceae Lindl.). Występuje naturalnie w południowo-wschodnich Chinach – w prowincji Jiangxi. 

## Morfologia
PokrójZimozielony krzew dorastający do 4–6 m wysokości. Gałęzie są nagie, kanciaste.
LiścieNaprzeciwległe. Mają eliptycznie owalny kształt. Mierzą 7–18 cm długości oraz 5–8 cm szerokości. Są nagie. Blaszka liściowa jest o nasadzie od klinowej do zaokrąglonej i długo spiczastym wierzchołku. Ogonek liściowy jest nagi i dorasta do 7–17 mm długości.
KwiatyObupłciowe, pojedyncze, rozwijają się w kątach pędów. Mają żółtawą barwę i 18 mm średnicy. Listków okwiatu jest 25–27 – zewnętrzne mają kształt od owalnego do zaokrąglonego i są owłosione od zewnętrznej strony, w okółku środkowym są lancetowate, natomiast wewnętrzne mają podłużnie lancetowaty kształt. Kwiaty mają 6–8 pręcików i 14–16 owłosionych Prątniczków (są trwałe i z czasem drewniejące).
OwoceNiełupki o podłużnie eliptycznym kształcie, osiągają 10–16 mm długości i 6–8 mm szerokości, są owłosione, mają brązową barwę. Są zamknięte w dzwonkowatym, mniej lub bardziej zwężonym, owłosionym dnie kwiatowym o długości 2,5–4 cm i szerokości 2–7 cm.

## Biologia i ekologia
Rośnie w lasach, na terenach nizinnych. Kwitnie od października do grudnia, natomiast owoce dojrzewają od grudnia do czerwca.